# Gedankenlyrik
Gedankenlyrik ist eine Form der lyrischen Dichtung, bei der im Unterschied zur Erlebnislyrik nicht das unmittelbar Erlebte oder, wie in der Ballade, die Erzählung im Vordergrund steht, sondern Reflexionen des Autors, die philosophischer, religiöser oder allgemein weltanschaulicher Art sein können.
Im Unterschied zur Spruch- oder Lehrdichtung kann Gedankenlyrik zu Zeiten von Paul Fleming als eine Art von Lyrik definiert werden, in der das Ich im Medium der Poesie (nicht in der Philosophie) um eine Sache ringt, und zwar „mit seelischer Anspannung und emotionalem Engagement im Wechsel von Anschauung und Reflexion, Bild und Gegenbild.“ Das Ich will dann über sich, über die Welt oder über eine Gegebenheit daraus Klarheit gewinnen.
Bekannte Beispiele für Gedankenlyrik sind Goethes Gesang der Geister über den Wassern und Das Göttliche (mit der berühmten Anfangszeile "Edel sei der Mensch, hilfreich und gut!"), Schillers Sprüche des Confuzius oder Hölderlins Unter den Alpen gesungen.